# 田村佳代
田村 佳代（たむら かよ、1970年 - ）は、日本の女優。演出家。Theatre Group GUMBO 代表。大阪府出身。

## 来歴
近畿大学文芸学部芸術学科にて、ルコックシステムを学ぶ。卒業後は、幅広いジャンルの舞台経験を積み、1994年、Theatre Group GUMBOを結成。1997年より世界各国で作品を上演。エディンバラ国際演劇祭［SPIRIT OF THE FRINGE］(1998)、［大阪舞台芸術新人賞］(2003)、京都シェイクスピア・コンペ［観客賞］(2010)、オーストラリアビクトリア州［Green Room Awards］(2012)、香港フリンジクラブ［名誉会員］(2015)、サンディエゴ国際演劇祭［Fringe Of The Fringe］(2016)ほか受賞多数。
2017年、国際共同制作を継続的に行うコミュニティアートプロジェクト「上狛キャッツ（旧・木津川お茶猫プロジェクト）」の芸術監督に就任。同年11月には同プロジェクトの活動が認められ、[宇治茶による茶育・海外発信貢献者]として京都府知事から表彰を受けた。同年7月、サンディエゴ国際演劇祭にて、2年連続で［最優秀コメディ賞］を受賞。さらにアーティストの最多得票団体に贈られる[アーティストピックアワード]を受賞。また、2018年11月にシンガポールで開催されるアジアン・ユース・シアター・フェスティバル日本代表劇団のアドバイザーに就任した。
2018年5月、アメリカフロリダ州にて開催されたタンパ国際演劇祭にて［最優秀賞（Best in Fest Award）］と［Tech Choice Award（劇場のスタッフが選ぶ最優秀賞）］を受賞する快挙を成し遂げた。
オリジナルな身体表現、音楽、ダンスを用いて人間の感覚へダイレクトに届く演出は、他に類を見ないものとして海外で高く評価され、近年は、海外のアーティストと、言葉の壁や文化の隔たりを越えたコラボレーションを行っている。

## 受賞
- 第4回YAMAHA MUSIC QUEST優秀賞（構成／田村佳代、作詞・作曲／ヒロ上原）、1995年 5月
- もっと京都アレンジコンテスト優勝（構成／田村佳代、作詞・作曲／ヒロ上原）、1995年 7月
- 1998 SPIRIT OF THE FRINGE（エディンバラフリンジフェスティバル）、1998年 5月
- 大阪舞台芸術新人賞（演出／田村佳代）、2003年 3月
- The 2003 Melbourne Fringe Special Commendation（メルボルンフリンジフェスティバル）、2003年10月
- シェイクスピア・コンペ　でまち賞（観客賞）（京都府ぶんげいマスターピース工房vol．3）、2010年11月
- Innovation in Culturally Diverse Practice（日豪共同制作公演「DasSHOKU SHAKE!」／メルボルンフリンジフェスティバル）、2012年10月
- 2013 Green Room Awards Winners / Cabaret category / Innovation（日豪共同制作公演「DasSHOKU SHAKE!」）、2013年 5月
- Honorary Membership（名誉会員）（香港フリンジクラブ）、2015年 1月
- Fringe Of The Fringe、Outstanding Comedy（最優秀コメディ賞）（サンディエゴインターナショナルフリンジフェスティバル）、2016年 7月
- Artists' Pick Award、Outstanding Comedy（最優秀コメディ賞）（サンディエゴインターナショナルフリンジフェスティバル）、2017年 7月
- 宇治茶による茶育・海外発信貢献者（京都府「お茶の京都博」／木津川お茶猫プロジェクトの2017年の活動に対して）、2017年 11月
- Best in Fest Award (最優秀賞)、Tech Choice Award HCC Studio（タンパインターナショナルフリンジフェスティバル）、2018年 5月